# Španjolska trstika
Španjolska trstika (lat. Calamus rotang), biljna vrsta iz porodice palmovki (Arecaceae), penjačica koja može narasti i do 200 metara dužine, ili više, poznata i po tome što preko korijena upija velike količine vode dobre za piće. U jednom odrezanom komadu dužine dva do tri metra može biti i jedna litra vode.
Calamus rotang raste u južnoj Aziji i svojim oblikom više je nalik bambusu nego palmi, pa mu naziv dolazi iz grčke riječi calamos = trska. Njegova stabljika služi za izradu namještaja, suncobrana, pješačkih štapova i drugog.
U običnom govoru naziva se jednostavno rotang.
- Calamus rotang
- Fotelja od rotanga